# Artabotrys roseus
Artabotrys roseus este o specie de plante angiosperme din genul Artabotrys, familia Annonaceae, descrisă de Jacob Gijsbert Boerlage. Conform Catalogue of Life specia Artabotrys roseus nu are subspecii cunoscute.